# Celleporina pygmaea
Celleporina pygmaea is een mosdiertjessoort uit de familie van de Celleporidae. De wetenschappelijke naam van de soort is voor het eerst geldig gepubliceerd in 1868 door Norman.